# O3b FM27
O O3b FM27 é um satélite de comunicação que está sendo construído pela Boeing. Ele será colocado na órbita terrestre média e vai ser operado pela O3b Networks. O satélite será baseado na plataforma BSS-502?.

## História
A Boeing foi selecionada em setembro de 2017 para a construção de sete satélites. A série O3b mPower será constituída por satélites de segunda geração melhorados para a O3b Networks, que pertence a SES. Os satélites estão previsos para serem lançados a partir de 2021.